# De landing van het ruimteschip
De landing van het ruimteschip is een sciencefictionroman van Frederik Pohl en C.M. Kornbluth. Het boek werd in 1954 in de Verenigde Staten uitgebracht onder de titel Search the sky bij de uitgeverij Ballantine. In Nederland werd het in 1969 uitgebracht onder catalogusnummer 1397 in de Prisma Pockets-reeks door Uitgeverij Het Spectrum. De schrijvers veranderden in de loop der jaren het verhaal behoorlijk, maar of die nieuwe versie vertaald is naar het Nederlands is niet bekend. Het boekje lag begin 1970 in de winkel voor een rijksdaalder. De vertaling was van Iet Houwer.
De uitgave uit 1969:
Plaats van handeling is de planeet Halsey’s Wereld. De mensheid kende in het verre verleden interstellaire ruimtereizen met SDL-ruimteschepen (Sneller Dan Licht). Zo ook belandde een van de kolonisten op Halsey’s Wereld. De kennis van interstellair reizen verdween langzamerhand, maar ook op andere gebieden is er achteruitgang te constateren, ziet Ross. Stilstand is achteruitgang is al jaren het devies op die planeet en haar grootste stad, die ook al niet meer zo groot is al ze ooit is geweest. Door ontvolking is een deel al afgesloten (Spookstad) en dat deel wordt alleen maar groter. Er zijn nog wel ruimtereizen naar de omliggende manen, maar daar kan Ross zijn dag niet meer mee vullen. Hij wil meer: interstellair reizen.   
De mogelijkheid daartoe dient zich aan als plotseling een ruimteschip Halsey’s Wereld aandoet. Het is een soort noodlanding, want het schip probeerde al eerder “aan te leggen” maar er kwam geen antwoord op negen pogingen tot contact. De opvarenden, die al generaties lang het ruimteschip bevolken, weten het ook niet zo goed meer; hun voorouders zijn ooit (wellicht) van de Aarde vertrokken, maar ze kunnen de stukken daarover niet meer interpreteren. Alles in vervallen tot overleven en plezier maken; zelfs in de namen is verval opgetreden; men spreekt elkaar aan met Pa, Ma of baby. Ross gaat vervolgens op zoek naar de Aarde en naar kennis over een formule uit het verre verleden die de teloorgang van de mensheid al voorspelde. Bij bezoeken aan diverse planeten blijkt dat bij ruimtereizen onvoldoende variatie is aangebracht binnen te uit te zenden personen. Daardoor treedt in de loop van de eeuwen degeneratie op, zo bestaat op een planeet de totale bevolking uit de familie Jones. Het einddoel van de reis Aarde wordt ten slotte bereik. Ook dit levert een enorme teleurstelling op. Wie daar zijn achtergebleven zijn nakomelingen van mismaakten, die veel kinderen voortbrachten of van juist hele slimme mensen die te weinig voor nakomelingen zorgden.
Ross keert terug naar Halsey’s Wereld om van daar uit een nieuwe poging te wagen, met SDL-ruimteschepen de gescheiden volken weer met elkaar in contact laten komen.